# 夏浚
夏浚（1497年—1561年），字惟明，號月川，江西廣信府玉山縣人，民籍，明朝政治人物。

## 生平
嘉靖元年（1522年）壬午科江西鄉試第一百七十八名舉人，八年（1529年）中式己丑科會試第一百六十七名，登第三甲第七十六名進士。授浙江海鹽縣知縣，歷任禮部祠祭司員外郎，升禮部郎中，二十一年（1542年）六月升福建按察司副使、提督學校，二十二年（1543年）十二月考察去職。起為浙江溫處道兵備，官至廣西右參政。

## 家族
曾祖夏昇，曾任縣主簿；祖父夏曦；父夏瑛，曾任通判。母程氏。具慶下。兄夏潮，七品散官；夏瀾。